# Пољуби девојке
Пољуби девојке је амерички филмски трилер из 1997, који је заснован на роману Џејмса Патерсона. Филм је режирао Гари Фледер, док главне улоге играју: Морган Фриман и Ешли Џад.

## Радња
Детектив и форензички психолог Алекс Крос одлази у Дарам у Северној Каролини када нестаје његова нећака Наоми, студенткиња. Од полицијског детектива Ника Раскина сазнаје да је Наоми последња у низу младих жена које су нестале. Убрзо након његовог доласка, једна од несталих жена је пронађена мртва, везана за дрво, а нешто касније, др Кејт Мектирнан је киднапована из свог дома.
Када се пробуди дрогирана, Кејт открива да је држи маскирани човек који себе назива Казанова, а она је један од неколико затвореника заробљених у његовој јазбини. Она успева да побегне и скаче са литице у реку, тешко се повредивши. Након што се опорави, она удружује снаге са Кросом како би ушла у траг свом киднаперу, за кога детектив верује да је колекционар који својим жртвама спаја одређене особине. То значи да има времена за спасавање других затворених жена све док су послушне.
Докази их воде у Лос Анђелес, где се низ ужасних отмица и убистава приписује др Вилијаму Рудолфу, познатом као џентлмен посетилац. Кросови покушаји да ухвати и испита Рудолфа су осујећени када Рудолф побегне. У Северној Каролини, Алекс прати Казанову узводно. Упозорен пуцњем, открива Казановино подземно скровиште. Испоставило се да је Рудолф Казановин саучесник, а затим умире у пуцњави. Казанова успева да побегне од прогона. Крос спасава отете жене, укључујући Наоми.
Касније, Кејт позива Алекса на вечеру у њену кућу. Раскин посећује Кејтину кућу и шаље кући два полицајца који је чувају. Док се Крос спрема да оде код Кејт на вечеру у његовом дому, открива да Раскинов потпис на налозима за хапшење одговара Казановином. Крос покушава да позове Кејт да је упозори, али Раскин јој је већ прекинуо телефонску линију. Кејт почиње да сумња у Раскина. Затим губи нагласак, откривајући да је Казанова. После туче и покушаја силовања, жена успева да га лисицама веже за рерну. Рускин сече Кејтину руку кухињским ножем. Покушавајући да се ослободи, детектив одвлачи пећницу од зида, пуцајући цев за гас. Вади упаљач, претећи да ће кућу разнети због цурења гаса. Крос се појављује и покушава да разувери Раскина. Када то не успе, Алекс пуца у Ника кроз кутију млека да не би запалио гас. Долази полиција и он теши Кејт.

## Улоге
| Глумац          | Улога                      |
| --------------- | -------------------------- |
| Морган Фриман   | др Алекс Крос              |
| Ешли Џад        | детектив Кејт Мактирнан    |
| Кери Елвес      | детектив Ник Раскин        |
| Алекс Макартур  | детектив Дејви Сајкс       |
| Тони Голдвин    | др Вил Рудолф              |
| Џеј О. Сандерс  | ФБИ агент Кајл Крег        |
| Бил Нан         | детектив Џон Сампсон       |
| Брајан Кокс     | шеф Хатфилд                |
| Џина Равера     | Наоми Крос                 |
| Ричард Т. Џоунс | Сет Самјуел (Наомин дечко) |
| Татјана Али     | Џанел Крос                 |
| Хелен Мартин    | Нана Крос                  |